# 1070-е годы до н. э.
1070-е (ты́сяча семидеся́тые) го́ды до на́шей э́ры по пролептическому юлианскому календарю — промежуток времени с 1 января 1079 года до н. э. по 31 декабря 1070 года до н. э., включающий с 1079 по 1071 годы 3-го десятилетия  и 1070 год 4-го десятилетия XI века 2-го тысячелетия до н. э. Им предшествовали 1080-е годы до н. э., за ними следовали 1060-е годы до н. э. Они закончились 3095 лет назад.

## События
- 1079 год до н. э. — Смерть Чэн-вана, Императора из династии Чжоу в Китае.
- 1078 год до н. э. — Кан-ван становится императором династии Чжоу в Китае.
- 1075 год до н. э. — Завершение Нового Царства в Древнем Египте (Другая дата 1200 год до н. э.).